# Hertford College

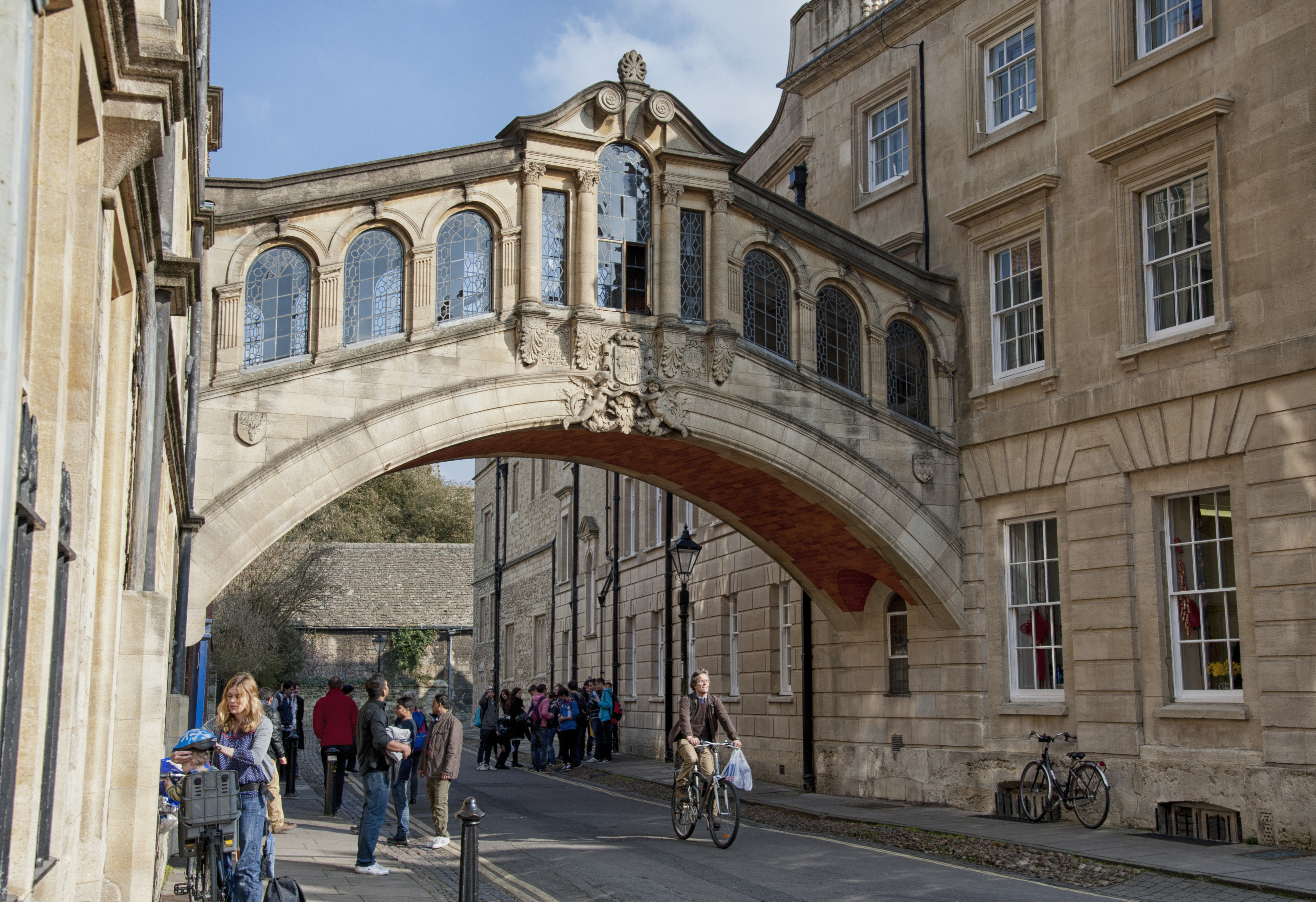
Brug der Zuchten, Herford College

Hertford College is een van de 39 colleges van de Universiteit van Oxford. De naam wordt uitgesproken als hartford. Het is gelegen aan Catte Street tegenover de ingang van de Bodleian Library. De 'Brug der Zuchten' (Bridge of Sighs) - ontworpen door Thomas Graham Jackson - verbindt twee delen van Hertford College.
Het college werd in 1282 opgericht als Hart Hall; de huidige benaming dateert van 1740. De bibliotheek van het college herbergt het originele manuscript van Thomas Hobbes Leviathan.